# 礼辛镇
礼辛镇，是中华人民共和国甘肃省天水市甘谷县下辖的一个乡镇级行政单位。
2015年10月9日，甘肃省民政厅批复同意撤销礼辛乡，设立礼辛镇。

## 行政区划
礼辛镇下辖以下地区：
寨子村、陈庄村、上街村、下街村、尉坪村、徐坡村、董岘村、柏林村、贾山村、水泉湾村、冯山村、石岘村、上窑村、高湾村、倪山村、马坡村、董渠村、杨湾村、河沟村和李门村。